# Stöckeln
Stöckeln (mundartl.: Stegge(n)) ist ein Ortsteil der Gemeinde Tyrlaching im oberbayerischen Landkreis Altötting.

## Lage
Die Einöde Stöckeln liegt etwa 3,5 Kilometer nordwestlich von Tyrlaching. 

## Geschichte
Der Name der Einöde bezeichnet einen am Rodungsplatz (Gestocket) angesiedelten Gütler.